# Малахов, Владимир Васильевич
Влади́мир Васи́льевич Мала́хов (род. 13 марта 1951, Свердловск (ныне Екатеринбург)) — советский и российский биолог, зоолог, морфолог и эмбриолог. Доктор биологических наук, академик РАН (2019), профессор и заведующий кафедрой зоологии беспозвоночных биологического факультета МГУ.

## Биография
Окончил биолого-почвенный факультет МГУ в 1973 году, кафедру зоологии беспозвоночных, получив специальность биолога-зоолога.
Обучался в аспирантуре того же факультета при кафедре зоологии и сравнительной анатомии беспозвоночных. Ученик профессора К. В. Беклемишева.
В 1976 г. защитил кандидатскую диссертацию «История развития и жизненный цикл свободноживущей морской нематоды Pontonema vulgare (Bastian, 1865)», а в 1980 г. — докторскую «Анализ организации нематод и система первичнополостных червей».
В 1986 г. присвоено учёное звание профессора.
Область научных интересов: сравнительная анатомия беспозвоночных, эмбриология беспозвоночных, ультраструктура, филогения.
- 1976—1980 — младший научный сотрудник кафедры зоологии и сравнительной анатомии беспозвоночных Биологического факультета МГУ;
- 1980—1982 — старший научный сотрудник Института биологии развития им. Н. К. Кольцова АН СССР;
- 1982—1985 — зав. лабораторией Института биологии моря Дальневосточного научного центра АН СССР (г. Владивосток);
- 1985—по настоящее время — профессор кафедры зоологии беспозвоночных биологического факультета МГУ.
- в 1997 г. избран членом-корреспондентом РАН.
- С 2000 года заведует кафедрой зоологии беспозвоночных биологического факультета МГУ[2].
- с 2010 по 2018 — зав. лабораторией «Биологии морских беспозвоночных» в Дальневосточном федеральном университете.
- в 2019 году избран академиком РАН[3].

## Научная деятельность
Научная деятельность охватывает все группы беспозвоночных животных от кишечнополостных до низших хордовых. Исследовал строение и развитие свободноживущих морских нематод, разработал новую систему первичнополостных червей, обосновал новый тип животного царства — тип Головохоботных червей (Cephalorhyncha). В 1977 г. разработал новую гипотезу происхождения хордовых как перевернутых животных, которая была подтверждена исследованиями по экспрессии гомеобоксных генов в конце XX века и стала парадигмой современной сравнительной анатомии. Впервые описал эмбриональное развитие морских двустворчатых моллюсков, включая коммерчески важные виды, такие как мидии, устрицы, гребешки (совместно с Л. А. Медведевой). Опубликовал цикл монографий посвященных строению, развитию, систематике и эволюции приапулид, киноринхов и волосатиков (совместно с А. В. Адриановым). Опубликовал первую монографию по строению бескишечных морских беспозвоночных из глубоководных гидротермальных оазисов Мирового океана — вестиментифер (совместно с С. В. Галкиным). Опубликовал циклы работ по эмбриологии и ультраструктуре круглых червей (совместно с С. Э. Спиридоновым и В. В. Юшиным), микроскопической анатомии и эмбриологии брахиопод и форонид (совместно с Т. В. Кузьминой и Е. Н. Темеревой), сибоглинид (совместно с С. В. Галкиным, И. С. Попеляевым, Н. П. Карасевой и Н. Н. Римской-Корсаковой), полухордовых и иглокожих (совместно с О. В. Ежовой), внутрипорошицевых (совместно с А. О. Борисановой), морских пауков (совместно с Е. В. Богомоловой), сипункулид (совместно с А. В. Адриановым и А. С. Майоровой), щетинкочелюстных (совместно с Т. Л. Березинской), работы по строению и развитию кораллов-цериантарий, плоских червей, кольчатых червей, ракообразных, двустворчатых и брюхоногих моллюсков, асцидий, трихоплакса, общим проблемам сравнительной анатомии и эмбриологии беспозвоночных животных, истории науки. Показал, что бескишечные беспозвоночные-сибоглиниды могут служить организмами — индикаторами при поиске подводных месторождений нефти и газа в Мировом океане (совместно с Н. П. Карасевой, М. М. Ганцевичем, А. И. Обжировым и др.). Разработал современную систему животного царства, основанную на принципе эволюционной тетрады — сочетании методов сравнительной анатомии, биологии развития, палеонтологии и молекулярной филогенетики. Автор и соавтор 350 научных статей, 11 монографий и 1 учебника.

## Педагогическая деятельность
Начал преподавательскую деятельность в 1974 г. Читал лекции в МГУ им. М. В. Ломоносова, Дальневосточном университете (г. Владивосток), университете г. Кёльна (ФРГ). Лекционные курсы: «Зоология беспозвоночных», «Эмбриология беспозвоночных», «Сравнительная анатомия беспозвоночных», «Биология моря». Под руководством В. В. Малахова защищено 58 дипломных работ, 28 кандидатских и докторских диссертаций. Известные ученики: академик РАН А. В. Адрианов, член-корреспондент РАН В. В. Юшин, профессор РАН Е. Н. Темерева, доктор биологических наук С. Э. Спиридонов.

## Научно-организационная деятельность
Главный редактор журнала «Зоология беспозвоночных», член редколлегий журналов «Природа» и «Биология моря», ранее, «Вопросов истории естествознания и техники». Член программных комитетов всероссийских и международных конференций, например, 4-го Международного конгресса по морфологии беспозвоночных (2017 г.), 10-й Европейской конференции по иглокожим, председатель организационного комитета Всероссийской конференции «Зоология беспозвоночных — новый век» (2018 г.) и др.

## Просветительская деятельность
Автор публикаций в научно-популярных журналах «Природа», «Соросовский образовательный журнал», «В мире науки», «Экология и жизнь», «Земля и Вселенная», «Физика — 1 сентября» и др., журналах «Огонек», «Столица С», газете «Московская правда». Неоднократно участвовал в телевизионных программах «Гордон (Диалоги)», «В мире животных», «Большая наука», программах ОТР «Сегодня в России» и др., программах радиостанций "Радио России, " «Серебряный дождь», «Свобода». Ежегодно выступает с лекциями в рамках Фестиваля науки в МГУ, в образовательном центре «Сириус» и др.

## Премии, награды, отличия
- Премия Ленинского комсомола ЦК ВЛКСМ (1984) за работу «Строение, развитие и филогения первичнополостных червей»;
- Премия им. Д. А. Сабинина биологического факультета МГУ (1993) за работу «Эмбриональное развитие двустворчатых моллюсков в норме и при воздействии тяжелых металлов» (совместно с Л. А. Медведевой);
- Премия им. академика А. В. Иванова Санкт-Петербургского научного центра РАН (1994) за работу «Киноринхи» (совместно с А. В. Адриановым).
- Грант Министерства образования и науки РФ в размере 150 млн.руб. на создание современной биологической лаборатории совместно с Дальневосточным государственным университетом.[5][6]
- A.O. Kovalevsky Medal[англ.] (2017)[1]
- Премия РАН им. А. О. Ковалевского (2018) за работу «Исследования по сравнительной эмбриологии, морфологии и филогении форонид» (совместно с Е. Н. Темеревой)
- Орден Дружбы (5 февраля 2024 года) — за большой вклад в развитие отечественной науки, многолетнюю плодотворную деятельность и в связи с 300-летием со дня основания Российской академии наук[7]
- Медаль ордена «За заслуги перед Отечеством» II степени (25 января 2005 года) — за заслуги в научной и педагогической деятельности и большой вклад в подготовку высококвалифицированных специалистов[8]

## Виды, названные в честь В. В. Малахова
- Cerianthus malakhovi Molodtsova, 2001
- Echinoderes malakhovi Adrianov, 1999
- Loxosomella malakhovi Borisanova & Chernyshev, 2017
- Malakhovia chernobyli Tchesunov & Gagarin, 1999
- Oscarella malakhovi Ereskovsky, 2006
- Phoronopsis malakhovi Temereva, 2000
- Thalassema malakhovi Popkov, 1992

## Публикации
Всего 350 публикаций, из них 11 монографий и 1 учебник.
- Малахов В. В. Нематоды: Строение, развитие, система и филогения / Отв. ред. О. И. Белогуров; АН СССР, Дальневосточный науч. центр, Ин-т биологии моря. — М.: Наука, 1986. — 216 с.
- Малахов В. В. Загадочные группы морских беспозвоночных. Трихоплакс, ортонектиды, дициемиды, губки. М.: Издательство МГУ. 1990. 144 с.
- Малахов В. В., Медведева Л. А. Эмбриональное развитие двустворчатых моллюсков в норме и при воздействии тяжелых металлов. М.: Наука. 1993. 134 с.
- Malakhov V.V. Nematodes. Structure, development, classification, phylogeny (ed. W. Duane Hope). Washington and London: Smithsonian Institution Press. 1994. 286 p.
- Адрианов А. В., Малахов В. В. Киноринхи: строение, развитие, филогения и система. М.: Наука. 1994. 260 с.
- Малахов В. В., Адрианов А. В. Головохоботные (Cephalorhyncha) — новый тип животного царства. М.: КМК Scientific Press. 1995. 199 с.
- Адрианов А. В., Малахов В. В. Приапулиды (Priapulida): строение, развитие, филогения и система. 1996. Москва. KMK Scientific Press Ltd. 262 с.
- Малахов В. В., Галкин С. В. Вестиментиферы — бескишечные беспозвоночные морских глубин. М.: КМК Ltd. 1998. 204 с.
- Адрианов, А.В., Малахов В. В. «Головохоботные черви (Cephalorhyncha) Мирового океана (Определитель морской фауны)». М.: КМК. 1999. 328 с.
- Малахов В. В. «Пока горит свеча…». Очерки по истории кафедры зоологии беспозвоночных Московского государственного университета. Издание 2-е, дополненное. М.: КМК. 2006. 153 с.
- Дзержинский Ф. Я, Васильев Б. Д., Малахов В. В. Зоология позвоночных. М.: Издательство Академия. 2013. 465 с.
- Малахов В. В. Проблема основного плана строения в различных группах вторичноротых животных // Журнал общей биологии. 1977. Т. 38. N 4 С. 485—499.
- Малахов В. В. Cephalorhyncha — новый тип животного царства, объединяющий Priapulida, Kinorhyncha и Gordiacea и система первичнополостных червей// Зоологический журнал. 1980. Т. 59. Вып. 4. С. 485—499.
- Малахов В. В. Новый взгляд на происхождение хордовых // Природа. 1982. N 5. С. 12-19.
- Малахов В. В. Происхождение билатерально-симметричных животных (Bilateria) // Журнал общей биологии. 2004. Т. 65. № 5. С.371-388.
- Малахов В. В. Революция в зоологии: новая система билатерий // Природа. 2009. № 3. С.40-54.
- Малахов В. В. Революция в зоологии: Новые представления о системе и филогении многоклеточных животных // Вестник Российской академии наук, 2013, том 83, № 3, с.210-215.
- Карасева Н. П., Ганцевич М. М., Обжиров А. И., Шакиров Р. Б., Старовойтов А. В., Смирнов Р. В., Малахов В. В. Сибоглиниды (Annelida, Siboglinidae) как возможные индикаторы углеводородов на примере Охотского моря // Доклады Академии наук, издательство Наука (М.), 2019, том 486, № 1, с.127-130.